# Opus Eponymous
Opus Eponymous – debiutancki album studyjny szwedzkiego zespołu muzycznego Ghost. Wydawnictwo ukazało się 18 października 2010 roku nakładem wytwórni muzycznej Rise Above Records. W Stanach Zjednoczonych płytę wydała firma Metal Blade Records. Premierę poprzedził singel pt. Elizabeth, który ukazał się 20 czerwca, także 2010 roku. 6 kwietnia 2011 roku nakładem Trooper Entertainment płyta trafiła do sprzedaży w Japonii.
Nagrania zostały zarejestrowane w Manfire Recordings i White Light Studio. Miksowanie i mastering odbył się w Orgone Mastering. Album dotarł do 10. miejsca szwedzkiej listy przebojów - Sverigetopplistan. Do 2013 roku płyta znalazła w Stanach Zjednoczonych 15 tys. nabywców.

## Lista utworów
Opracowano na podstawie materiału źródłowego.
1. "Deus Culpa" - 01:34
2. "Con Clavi Con Dio" - 03:31
3. "Ritual" - 04:28
4. "Elizabeth" - 04:01
5. "Stand by Him" - 03:55
6. "Satan Prayer" - 04:36
7. "Death Knell" - 04:34
8. "Prime Mover" - 03:53
9. "Genesis" - 04:03
10. "Here Comes the Sun" - 3:24 (cover the Beatles, wydanie japońskie)